# Christine Prinsloo
Christine Prinsloo (Oldeani, 3 de maio de 1952) é uma jogadora hóquei sobre a grama zimbabuana, campeã olímpica.

## Carreira
Prinsloo integrou a Seleção Zimbabuana de Hóquei sobre a grama feminino nos Jogos Olímpicos de Verão de 1980 em Moscou, quando conquistou a medalha de ouro ao se consagrar campeã após finalizar as cinco rodadas da disputa em primeiro lugar, com nove pontos.